# Félix-Léonard de Roussy de Sales
Pour les autres membres de la famille, voir Famille de Sales.
Félix-Léonard de Roussy de Sales, né le 18 juillet 1785 et mort le 14 juillet 1857, est un baron et un marquis en Savoie. Il est également préfet dans les Ardennes, dans le Poitou, dans les Alpes du Sud, en Vendée et dans les Deux-Sèvres.

## Biographie

### Origine
Félix-Léonard de Roussy de Sales naît le 18 juillet 1785. Il est le fils de Gabriel-François de Roussy, commandant d'une compagnie des Gardes-Françaises, sous Louis XVI, et Jeanne-Ange de Parouty. Le couple quatre enfants dont Félix-Léonard qui est l'aîné.
L’Armorial et Nobiliaire de l'Ancien Duché Savoie, relate que la famille de Roussy est originaire du Vigan, au diocèse d'Alais, en Languedoc, actuel département du Gard. Cette famille est anoblie par la charge de secrétaire du roi en 1704,,.
Ce dernier épouse le 27 septembre 1813, Pauline-Françoise-Joséphine de Sales, dernière descendante de la branche cadette de la famille de Sales,. Pauline est la fille de Benoît de Sales, marquis de Sales et de Thrézon, comte de Duingt (…-1797), adjudant-général de cavalerie, réfugié à Turin en 1792, (mort à Turin en 1797), lors de l'invasion de la Savoie par les révolutionnaires français et de Claudine Alexandrine de Grollier, fille de la marquise de Grollier. « La considérable fortune des Sales les plaçait, à la veille de la Révolution, au premier rang de la noblesse avec des biens évalués à  deux millions et demi, dont un million en terres et en immeubles à Annecy et dans une dizaine de paroisses des alentours, un hôtel particulier à Annecy, des châteaux à Duingt, Groisy, Talloire, Trésum et Thorens, des collections de tableaux, etc. » Félix-Léonard de Roussy relève à la suite de son mariage le nom et les armes de la famille de son épouse, donnant naissance aux Roussy de Sales. Il est créé marquis de Roussy de Sales par Lettres patentes des rois Charles-Félix de Savoie en 1821, puis Victor-Emmanuel II de Savoie en 1857.

### Carrière
Sous le régime du Premier Empire, à la suite de ses études supérieures, Félix-Léonard de Roussy est nommé auditeur au Conseil d'État à Paris le 19 janvier 1810, à un moment où Napoléon cherche à se concilier la noblesse de l'Ancien Régime. Puis, il est envoyé comme Sous-préfet à Annecy en 1813. Il reste en place jusqu'à l'occupation de la partie nord de l'ancien duché de Savoie par les troupes autrichiennes en 1814, puis à nouveau du 15 juin 1814 à 16 juillet 1814.
Sur place, son mariage lui permet de s'imposer au sein des familles savoyardes et des notables de la région, à la différence de ses prédécesseurs à la sous-préfecture, dans un territoire à l'identité forte et resté rétif aux représentants du pouvoir parisien, face notamment aux levée massives de nouvelles recrues destinées aux guerres de l'Empire .
Sous le régime de la Première Restauration, il est nommé Préfet des Ardennes. Il y succède au tout premier préfet napoléonien, le baron Joseph Frain, qui était resté quatorze années en fonction. Nommé le 10 juin 1814, il arrive à Mézières le 7 août 1814 et il est remplacé le 22 mars 1815, au retour de l'Empereur Napoléon.
Sous le régime des Cent-Jours, il est évincé de son poste, du fait de ses convictions royalistes. Après la bataille de Waterloo, et la seconde abdication de l'Empereur, il s'attend à être replacé à Mézières. Mais un autre est nommé. Il crie à l'injustice auprès du ministre et obtient d'être désigné préfet de la Vendée, dans un territoire très symbolique. Après un passage par la Préfecture des Deux-Sèvres, (Niort), il termine sa carrière à Gap avec le poste de préfet des Hautes-Alpes.
Le 6 août 1821, Félix-Léonard de Roussy est élevé au rang de marquis par le roi de Sardaigne Charles-Félix de Savoie,.
Il quitte sa carrière à la révolution de 1830 et demeure, jusqu'à la mort du roi de France Charles X, le représentant secret de celui-ci auprès de Charles-Albert de Savoie, roi de Sardaigne. Par Lettres patentes, du roi Victor-Emmanuel II de Savoie, en date du 13 avril 1857, il reçoit l'autorisation de relever le nom de la famille de Sales, de le joindre à celui de Roussy et de le transmettre à sa descendance. Charles X l'a également nommé gentilhomme de la Chambre.
Félix-Léonard de Roussy de Sales meurt le 14 juillet 1857.

## Famille
Le marquis et la marquise de Roussy de Sales sont parents de six enfants :
- Paul-François-Jean (1817-…), marquis de Roussy de Sales, épouse en Ires noces Élisabeth de Laveau (…-1855), dont postérité ; en 2e noces, Rosaro Nieto de Molina, (dont postérité).
- Alexandrine, morte en bas âge.
- Bonne-Alix (1826-1910), qui épouse en 1855 Paulin Bastide de Malbosc (1814-1900), fils de Jules de Malbos, (dont postérité).
- Marie-Françoise (1819-1842), épouse en 1838 Édouard Muffat de Saint-Amour, marquis de Chanaz, comte de Rossillon. (Sans postérité).
- Eugène-François-Félix-Joseph, comte de Roussy de Sales (1822-1915), épouse Renée de Brosses (…-1868), (dont postérité), capitaine d'artillerie et député représentant la Savoie au Parlement sarde.
- Félix-François-Louis-Philippe (1824-1862), baron, épouse Marie de Fayet (…-1864), (dont postérité).

La marquise Félix de Roussy de Sales teste le 12 avril 1851, léguant ses biens du domaine de Thorens à son fils Eugène et sa part de Trésum (Annecy) à son fils Félix. Celui-ci est un militaire, député de la Savoie au Parlement de Turin. Elle meurt le 14 août 1852.
Les descendants du comte Eugène de Roussy de Sales habitent toujours le château de Thorens, en Haute-Savoie.

## Armoiries familiales
| Figure | Blasonnement |
|        | Écartelé: aux 1 et 4 : d'azur, à la licorne passante d'or au chef du même ; aux 2 et 3 : d'azur, à 2 fasces d'or remplies de gueules et accompagnées d'un croissant d'or en chef et de 2 étoiles d'argent, une en abîmes l'autre en pointe |

## Décorations
- Chevalier de la Légion d'honneur
- Commandeur de l'ordre de Saint-Grégoire-le-Grand

### Sources
- Émile Gabory, Les Bourbons et la Vendée, Éditions Perrin, 1947, 363 pages.
- Gilles Bertrand (dir.), « Entre identité provinciale et identité nationale. Le cas des militaires savoyards et niçois au moment de l'Unité (1848-1871) », dans Identité et Cultures dans les mondes alpin et italien (XVIIIe – XXe siècle), Paris, Éditions L'Harmattan, 2001 (ISBN 2738498310, lire en ligne ), p. 72-92.
- (it) Luigi Mondini, Un'imagine insolita del Risorgimento, dalle memorie del conte Eugenio de Roussy de Sales, Rome, Stato maggiore dell'Esercito, 1977, 284 p..
- Madeleine Molinier, « Félix de Roussy, préfet des Ardennes, sous la 1re Restauration 1814-1815 », Revue Historique Ardennaise, no 19,‎ janvier 1984, p. 63-85.